# Koronás sas (állat)
A koronás sas (Stephanoaetus coronatus) a madarak (Aves) osztályának vágómadár-alakúak (Accipitriformes) rendjébe, ezen belül a vágómadárfélék (Accipitridae) családjába tartozó faj.
A Stephanoaetus madárnem egyetlen élő tagja, és egyben a típusfaja is.

## Előfordulása
Az afrikai erdőkben él, nyugaton Guineától a keleten fekvő Kenyáig, délre pedig a tengerparton a Jóreménység fokáig.

## Megjelenése
A hím hossza 80 centiméter, a tojó hossza 90 centiméter; szárnyfesztávolsága 2 méter; a hím testtömege 3,5 kilogramm, a tojó testtömege 3,8 kilogramm. A kifejlett madár tollazata sötétebb, mint más afrikai erdei sasoknál. Háta többnyire palaszürke, hasoldala sárgásbarna vagy vöröses, sötét csíkozással. A fiatal madár tollazata sokkal világosabb, bóbitája fehér. A tollkoronát izgatott állapotban a madár felmereszti. Szárnya rövid és nagyon széles. Lába és karmai különösen erősek (akár 11 kg-ot képesek levegőben elvinni), így viszonylag nagy emlősöket is elejthet.

## Életmódja
A madár egy életre választ párt, a madarak gyakran együtt vadásznak. Tápláléka madarak és emlősök. A koronás sas 15 évig él.

## Szaporodása
Az ivarérettséget 3-5 éves korban éri el. A költési időszak a száraz évszakban van. A fészekaljban többnyire 2 tojás található, de általában csak az egyik fióka marad meg. A tojásokon a tojó körülbelül 50 napig kotlik. A fiatal madarak 110-115 nap után repülnek ki.